# Hellenizacja
Hellenizacja – proces polegający na stopniowym uleganiu wpływom kultury greckiej bądź języka greckiego. Może polegać on na dobrowolnym przejmowaniu przez narody bądź języki pewnych elementów kultury greckiej bądź języka greckiego lub też na przymusowym ich narzucaniu.
Hellenizacja, podobnie jak i inne procesy asymilacyjne zachodzi w sytuacji, gdy element grecki zaczyna wyraźnie dominować w danej społeczności - np. ze względów demograficznych, bądź też gdy grecka kultura jest postrzegana jako atrakcyjna, czy to z powodów ekonomicznych czy prestiżowych. 
Proces hellenizacji jest typowy np. dla XVIII- i XIX-wiecznych społeczeństw i narodów (słowiańskich, ale także albańskiego czy rumuńskiego) na Półwyspie Bałkańskim, w których wiele jednostek, współtworzących lokalną elitę intelektualną, przejmowało język i kulturę Greków, uznając ich dorobek kulturalny za ważniejszy, język za bardziej wyrobiony literacko niż ich własne. Jednocześnie z hellenizacją, w sąsiadujących miejscowościach, często trwał proces wymuszanej slawizacji. Oba procesy pogłębiane były przez XIX-wieczne, tureckie ustawodawstwo podatkowe, wymuszające, w małych miejscowościach, rejestrację wszystkich chrześcijan w jednej, wspólnej parafii, greckiej lub słowiańskiej, zależnie od tego która z grup przeważała liczebnie. 
Z kolei w XX wieku, wielu wypadkach hellenizacja zaprowadzana była siłą. Dotyczy to głównie mniejszości narodowych, zamieszkujących niepodległe już państwo greckie. Wystarczy powiedzieć, iż np. słowiańskojęzyczna ludność, zamieszkująca północne obszary Grecji, poczynając od okresu po realizacji wymiany ludności z Turcją i Bułgarią, nie była już przez kolejne rządy traktowana jako mniejszość, lecz jako "słowiańskojęzyczni Grecy". Czego następstwem było rugowanie ich języka z urzędów i z powszechnego użycia oraz promowanie wyłącznie języka greckiego, zakaz tworzenia wspólnot i organizacji narodowych innych niż greckie, usuwanie słowiańskich nazw wiosek i zastępowanie ich greckimi itp.